# Acacia georginae
Acacia georginae là một loài thực vật có hoa trong họ Đậu. Loài này được Bailey miêu tả khoa học đầu tiên.

## Hình ảnh

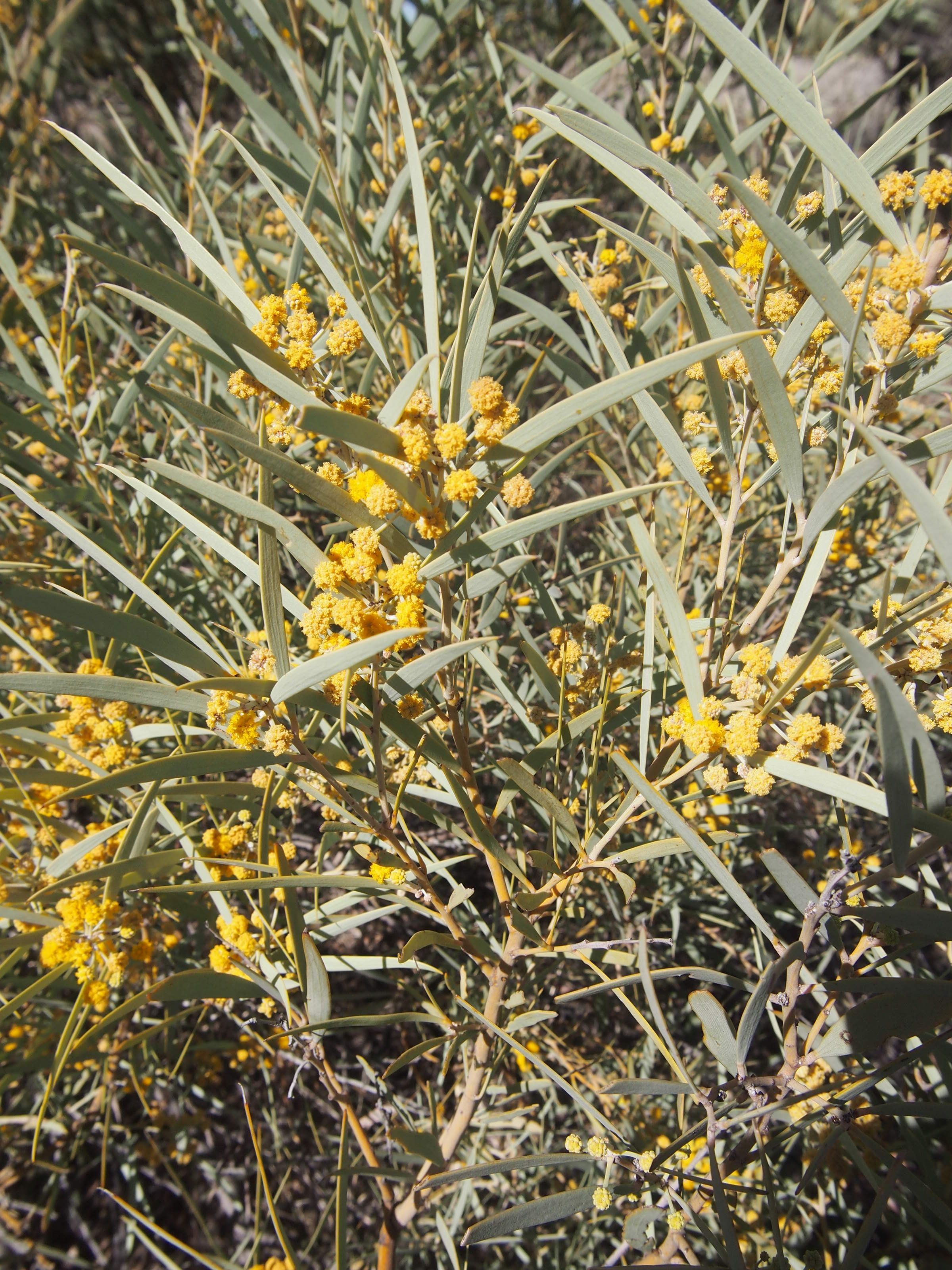
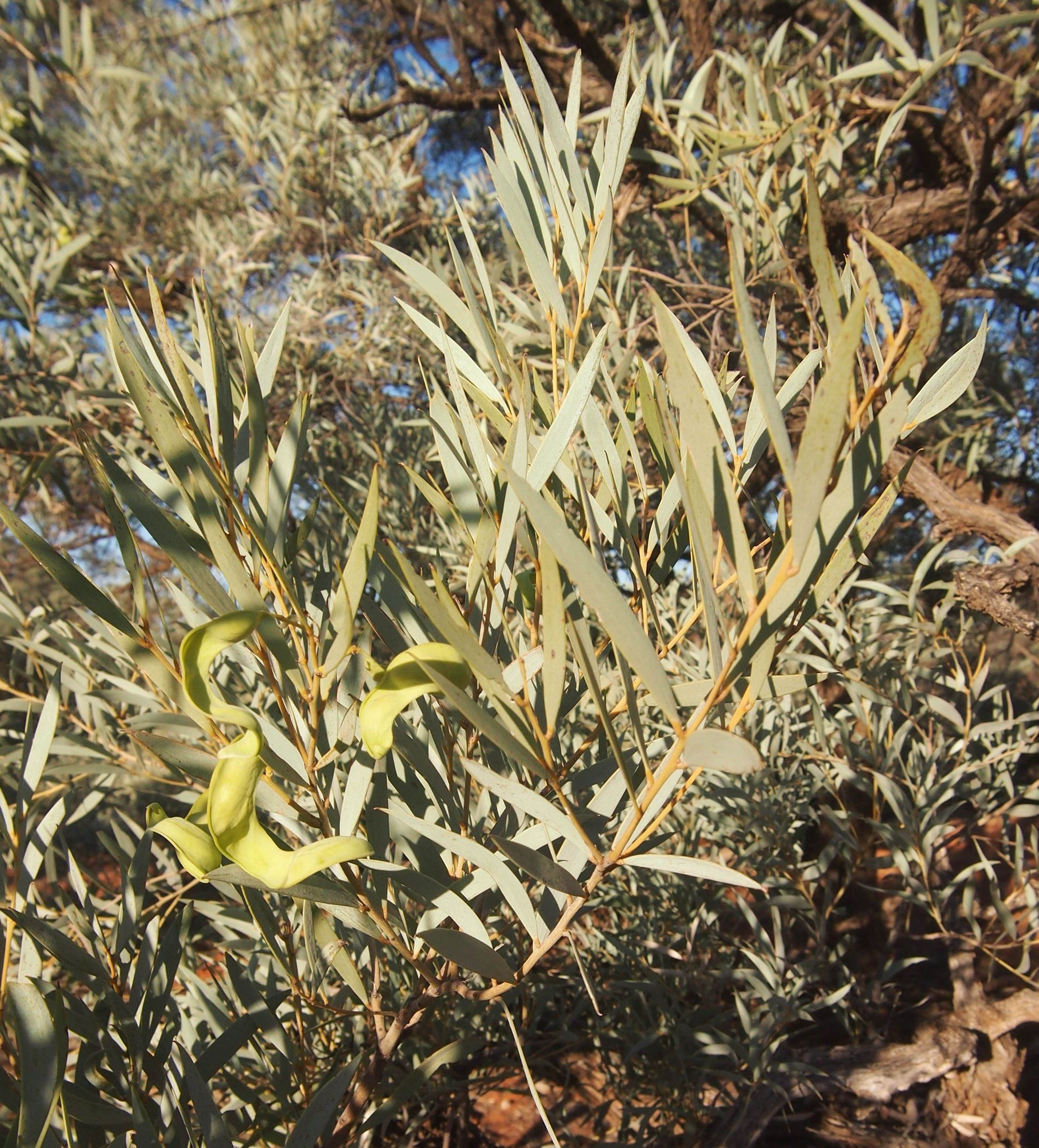
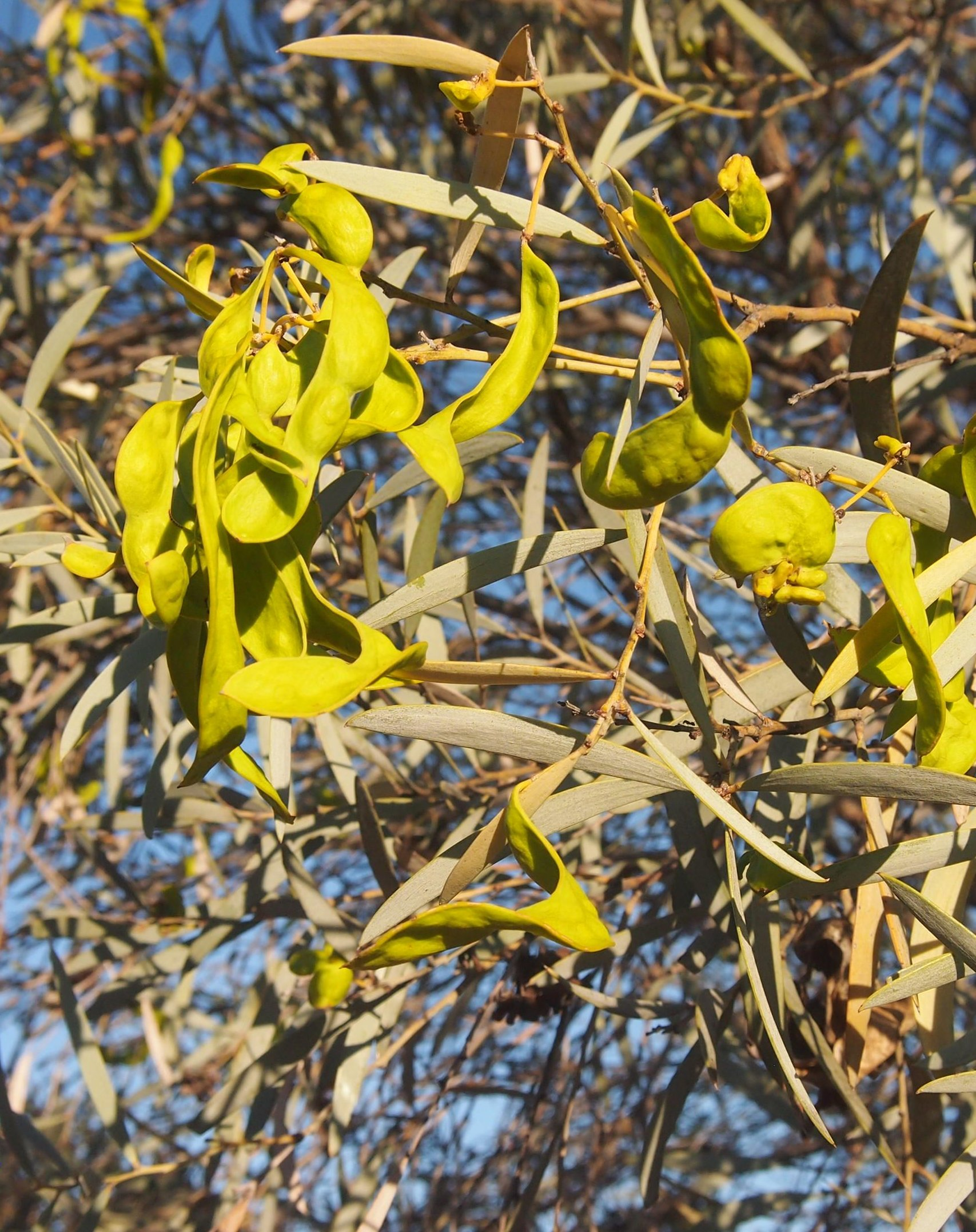
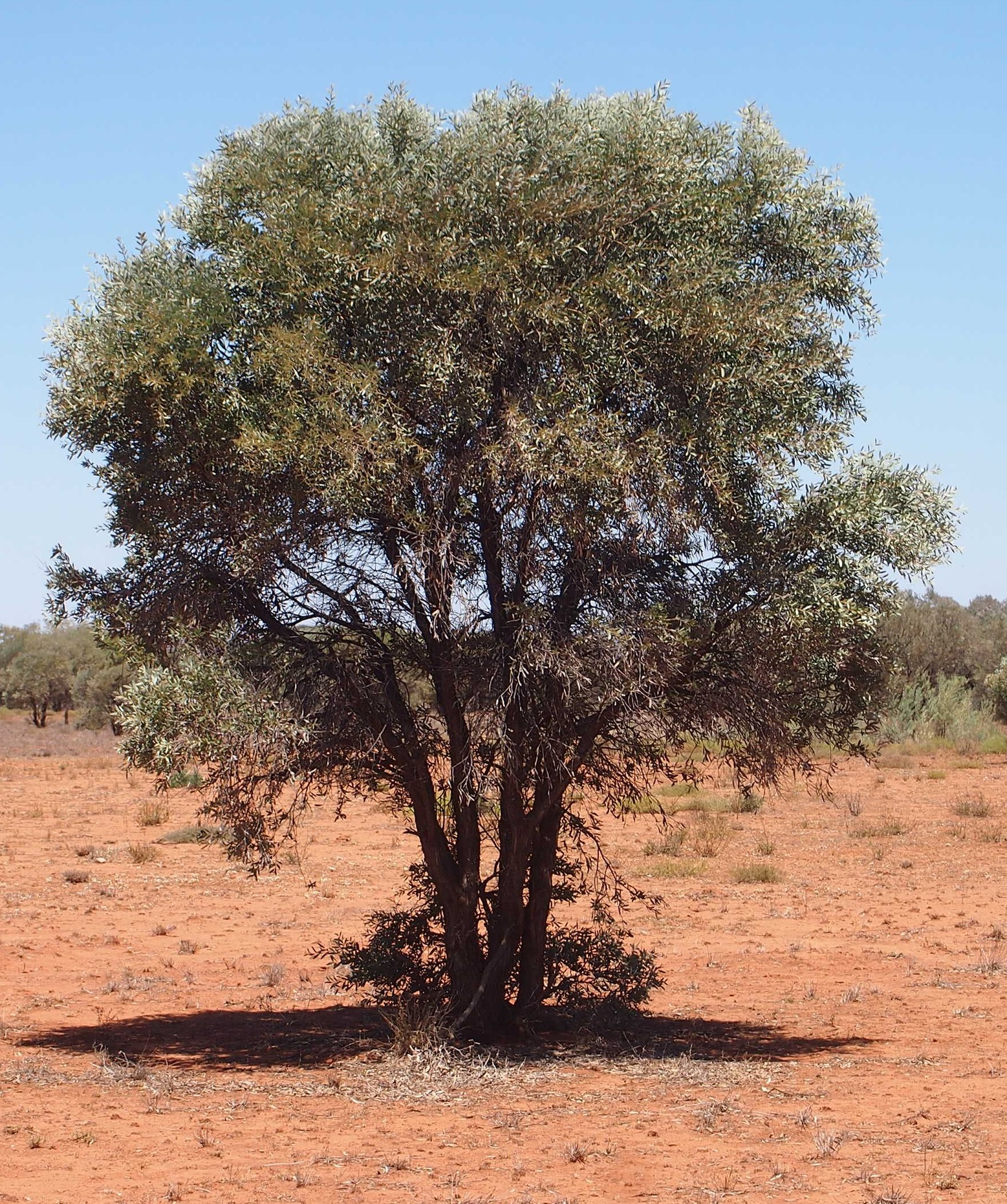